# Georg Haas (Kupferstecher)

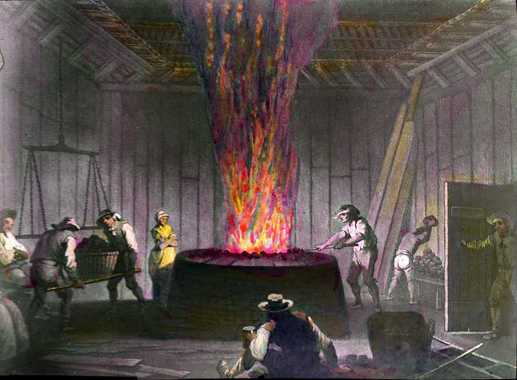
Bærums Verk, Kupferstich von Georg Haas, nachcoloriert

Georg Haas (* Juli 1756 [getauft am 23. Juli 1756] in Kopenhagen; † 10. Mai 1817 ebenda) war ein deutsch-dänischer Kupferstecher.

## Leben
Georg Haas erlernte den Beruf des Kupferstechers bei seinem Vater Jonas Haas und bei Johann Martin Preissler. Er besuchte ab 1769 die Königlich Dänische Kunstakademie, die ihm 1771 und 1773 ihre silberne Medaille und 1776 für den Stich Prophet Elisa mit der Sunamitin ihre goldene Medaille verlieh. 1777 erhielt er daraufhin ein Stipendium der Akademie zum Studium bei Nicolas de Launay in Paris. In Paris wurde er 1782 zum Mitglied der dortigen Kunstakademie ernannt. Nach seiner Heimkehr nach Kopenhagen wurde er dort Hofkupferstecher. Er stach unter anderem für den dänischen Maler Christian August Lorentzen Bilder von dessen Norwegenreise 1792. 1810 wurde er Professor der Kunstakademie Kopenhagen. Er wurde auf dem Assistenzfriedhof in Kopenhagen bestattet.
Seine Brüder Meno und Peter Haas wurden ebenfalls bekannte Kupferstecher.